# برج بانک چین (هنگ کنگ)
برج بانک چین (به انگلیسی: Bank of China Tower) (برج BOC به صورت مختصر) یکی از آسمان خراشها قابل تشخیص از دریا در هنگ کنگ است. این برج به صورت اختصاری برای بانک چین است.
این برج با ۳۶۷ متر ارتفاع بلندترین برج هنگ کنگ و آسیا از سال ۱۹۸۹ تا ۱۹۹۲ بود. در حال حاضر چهارمین برج بلند هنگ کنگ بعد از مرکز تجارت بین‌المللی، دو مرکز مالی بین‌المللی و میدان مرکزی است.
ساخت این آسمان خراش از ۱۸ آوریل ۱۹۸۵ شروع و در سال ۱۹۹۰ به اتمام رسید، روز بازگشایی آن نیر ۱۷ مه ۱۹۹۰ بود.
این برج دارای ۷۲ طبقه و ۴ طبقه زیر زمین , ۴۹ آسانسور و بالابر می‌باشد.
معماران این برج I. M. Pei و همکاران، شرمن کونگ و همکاران و Thomas Boada S.L بوده است.